# Lucius Licinius Crassus
Lucius Licinius Crassus (* 140 v. Chr.; † 91 v. Chr.) war ein römischer Politiker der späten Republik, der vor allem als Redner berühmt war.
Er trat schon als 19-jähriger junger Mann als allgemein bewunderter Redner auf, wurde Quästor in der Provinz Asia und benutzte den Aufenthalt dort zu rhetorischen und philosophischen Studien. Nach Rom zurückgekehrt, wurde er 107 v. Chr. Volkstribun, um 100 v. Chr. kurulischer Ädil, 95 v. Chr. Konsul, im folgenden Jahr Prokonsul in Gallien (wohl Gallia cisalpina, vielleicht zudem auch Gallia Narbonensis), 92 v. Chr. Zensor. Von einem unbekannten Zeitpunkt bis zu seinem Tod war er Augur.
Seiner politischen Gesinnung nach gehörte er zur gemäßigten Aristokratie; daher griff er in jener Rede, die er als 21-jähriger Jüngling hielt, Gaius Papirius Carbo, den ehemaligen Anhänger des Tiberius Sempronius Gracchus, an, sprach 106 v. Chr. für das Servilische Gesetz, durch das die Senatoren auf kurze Zeit wieder in den Besitz der Gerichte kamen, verteidigte auch später Quintus Servilius Caepio, als dieser im Jahr 103 v. Chr. vom Tribun Gaius Norbanus angeklagt wurde; ferner brachte er mit seinem Kollegen im Konsulat, Quintus Mucius Scaevola, die lex Licinia Mucia ein, durch die den Bundesgenossen die ungesetzliche Ausübung des Bürgerrechts untersagt wurde. 
In seinem Haus auf dem Palatin unterrichtete er Ende der 90er-Jahre Marcus Tullius Cicero und dessen Bruder Quintus, wobei vor allem Rhetorik und Philosophie im Mittelpunkt standen. Im Jahr 91 v. Chr. verteidigte Crassus im Senat die auf eine Aussöhnung der Senats- und Volkspartei abzielenden Gesetze des Marcus Livius Drusus, starb aber infolge der Aufregung, mit der er seinen Gegner, den Konsul Gaius Marcius Philippus, bekämpfte. Er stand wegen seiner Beredsamkeit und juristischen Gelehrsamkeit in hohem Ansehen. Cicero lässt ihn in seinem Werk De oratore („Über den Redner“) im Gespräch mit Antonius und anderen auftreten und vergleicht Crassus’ Redekunst in seinem Dialog Brutus mit seiner eigenen. Sein berühmtester Prozess war die causa Curiana, in der er in einer Redeschlacht gegen Quintus Mucius Scaevola das grundlegende Urteil erstritt, dass Testamente nach dem Willen des Verfassers auszulegen sind.
Die Gattin von Crassus war Mucia, die Tochter des Konsuls von 117 v. Chr., Quintus Mucius Scaevola, und der Laelia. Aus der Ehe von Crassus und Mucia gingen zwei Töchter hervor. Die ältere Licinia heiratete den Prätor von 93 v. Chr., Publius Cornelius Scipio Nasica, die jüngere Licinia war die Gemahlin von Gaius Marius dem Jüngeren, dem Sohn des siebenfachen Konsuls Gaius Marius.